# Зедорф (Крајс Зегеберг)
Зедорф (њем. Seedorf) општина је у њемачкој савезној држави Шлезвиг-Холштајн. Једно је од 95 општинских средишта округа Зегеберг. Према процјени из 2010. у општини је живјело 2.223 становника. Посједује регионалну шифру (AGS) 1060075.

## Географски и демографски подаци
Зедорф се налази у савезној држави Шлезвиг-Холштајн у округу Зегеберг. Општина се налази на надморској висини од 30 метара. Површина општине износи 48,9 km². У самом мјесту је, према процјени из 2010. године, живјело 2.223 становника. Просјечна густина становништва износи 45 становника/km².